# Eremurus chloranthus
Eremurus chloranthus là một loài thực vật có hoa trong họ Thích diệp thụ. Loài này được Popov miêu tả khoa học đầu tiên năm 1937.